# Novo Basquete Brasil de 2019–20
O Novo Basquete Brasil de 2019–20 foi uma competição brasileira de basquete organizada pela Liga Nacional de Basquete. Esta foi a 12.ª edição deste campeonato, que é organizado pela LNB com a chancela da Confederação Brasileira de Basketball. O NBB garante vagas para torneios internacionais como a Champions League Américas (torneio que substitui a Liga das Américas) e a Liga Sul-Americana.
Entre as novidades deste ano estão as participações do Unifacisa campeão da Liga Ouro de 2019; do São Paulo, vice campeão da Liga Ouro que entra com a franquia do AABJ-Joinville e a volta do Rio Claro, que entra com a franquia do Macaé e a estreia do Pato Basquete, que entrou com a aprovação dos clubes. Já o Vasco da Gama deixou a competição. A partir desta edição não haverá rebaixamento para a Liga Ouro, pois a mesma teve a última edição em 2019.
A competição inicialmente foi paralisada em 15 de março de 2020 devido pandemia de COVID-19, porém em decisão unânime, os clubes decidiram em 4 de maio de 2020 pelo cancelamento da temporada sem definição de um campeão. Os resultados da primeira fase foram mantidos apenas para definição dos representantes brasileiros em competições internacionais.

## Regulamento
Os times jogarão entre si em turno e returno e os 12 mais bem colocados ao término da fase de classificação avançarão aos playoffs. Os quatro primeiros garantem vaga direta nas quartas de final. Já as equipes de 5.º ao 12.º lugares disputam as oitavas de final em melhor de três partidas. A partir das quartas, as séries vão para o formato de cinco jogos, no modelo 1-2-1-1, com os jogos 2, 3 e 5 sendo realizados na casa da equipe de melhor campanha na fase de classificação.

## Transmissão
O Fox Sports e a ESPN serão os canais que farão a transmissão na TV fechada. Na TV aberta, assim como no ano anterior, a exclusividade continua com a Band. Além disso, as páginas da NBB no Facebook e no Twitter também transmitirão alguns jogos. O DAZN, serviço de streaming, é a grande novidade para esta temporada. Dessa forma, a quantidade de partidas exibidas ao público será de 100%, pela primeira vez.

## Participantes
| Equipe            | Cidade              | Estado | Em 2018-19           | Ginásio                                            | Capacidade   | Títulos do NBB (último) |
| ----------------- | ------------------- | ------ | -------------------- | -------------------------------------------------- | ------------ | ----------------------- |
| Basquete Cearense | Fortaleza           | CE     | 8.º (NBB 2018-19)    | Centro de Formação Olímpica Ginásio Paulo Sarasate | 17 100 8 822 | 0 (não possui)          |
| Bauru             | Bauru               | SP     | 7.º (NBB 2018-19)    | Panela de Pressão                                  | 2 000        | 1 (2016–17)             |
| Botafogo          | Rio de Janeiro      | RJ     | 4.º (NBB 2018-19)    | Ginásio Oscar Zelaya                               | 720          | 0 (não possui)          |
| Corinthians       | São Paulo           | SP     | 6.º (NBB 2018-19)    | Ginásio Wlamir Marques                             | 6 500        | 0 (não possui)          |
| Flamengo          | Rio de Janeiro      | RJ     | 1.º (NBB 2018-19)    | Tijuca Tênis Clube Arena Carioca 1                 | 2 000 6 000  | 6 (2018–19)             |
| Franca            | Franca              | SP     | 2.º (NBB 2018-19)    | Pedrocão                                           | 6 000        | 0 (não possui)          |
| Minas             | Belo Horizonte      | MG     | 10.º (NBB 2018-19)   | Arena Minas TC                                     | 4 000        | 0 (não possui)          |
| Mogi das Cruzes   | Mogi das Cruzes     | SP     | 3.º (NBB 2018-19)    | Hugo Ramos                                         | 5 000        | 0 (não possui)          |
| Pato Basquete     | Pato Branco         | PR     | 7.º (Liga Ouro 2019) | Ginásio do SESI                                    | 1 000        | 0 (não possui)          |
| Paulistano        | São Paulo           | SP     | 9.º (NBB 2018-19)    | Antônio Prado Júnior                               | 1 280        | 1 (2017–18)             |
| Pinheiros         | São Paulo           | SP     | 5.º (NBB 2018-19)    | Henrique Villaboim                                 | 850          | 0 (não possui)          |
| Rio Claro         | Rio Claro           | SP     | 3.º (Liga Ouro 2019) | Ginásio Felipe Karan                               | 2 200        | 0 (não possui)          |
| São José          | São José dos Campos | SP     | 12.º (NBB 2018-19)   | Linneu de Moura                                    | 1 600        | 0 (não possui)          |
| São Paulo         | São Paulo           | SP     | 2.º (Liga Ouro 2019) | Ginásio do Morumbi                                 | 1 918        | 0 (não possui)          |
| Unifacisa         | Campina Grande      | PB     | 1.º (Liga Ouro 2019) | Arena Unifacisa                                    | 1 200        | 0 (não possui)          |
| Universo/Brasília | Brasília            | DF     | 11.º (NBB 2018-19)   | ASCEB Nilson Nelson                                | 1 100 11 397 | 0 (não possui)[UNI]     |

Nota
- UNI. ^  Depois de três anos de união com o Vitória, a Universo encerrou a parceria com o clube baiano e acertou com o Brasília Basquete, mudando-se para a Capital Federal. A equipe não carrega consigo os resultados do antigo time brasiliense.

## Fase de classificação
Devido a pandemia de COVID-19, a temporada foi paralisada por tempo indeterminado em 15 de março de 2020. No dia 26 de março de 2020, a Liga Nacional de Basquete anunciou que o NBB retornaria a partir da fase de playoffs: as últimas rodadas da primeira fase não seriam disputadas e a classificação de momento serviria para o chaveamento da fase final, porém em decisão unânime, os clubes decidiram em 4 de maio de 2020 pelo cancelamento da temporada.
| Pos | Times             | %     | Pts | J  | V  | D  | C (V–D) | F (V–D) | PF   | PS   | SP   | Classificação ou eliminação            |
| --- | ----------------- | ----- | --- | -- | -- | -- | ------- | ------- | ---- | ---- | ---- | -------------------------------------- |
| 1   | Flamengo          | 87,5% | 45  | 24 | 21 | 3  | 9–3     | 12–0    | 2040 | 1851 | +189 | Classificados para as quartas de final |
| 2   | Franca            | 80,0% | 45  | 25 | 20 | 5  | 10–3    | 10–2    | 2186 | 1975 | +211 | Classificados para as quartas de final |
| 3   | São Paulo         | 76,9% | 46  | 26 | 20 | 6  | 8–5     | 12–1    | 2302 | 2122 | +180 | Classificados para as quartas de final |
| 4   | Minas             | 65,4% | 43  | 26 | 17 | 9  | 7–6     | 10–3    | 2252 | 2117 | +135 | Classificados para as quartas de final |
| 5   | Mogi das Cruzes   | 61,5% | 42  | 26 | 16 | 10 | 10–3    | 6–7     | 2152 | 2117 | +35  | Classificados para as oitavas de final |
| 6   | Pinheiros         | 55,6% | 42  | 27 | 15 | 12 | 7–7     | 8–5     | 2202 | 2157 | +45  | Classificados para as oitavas de final |
| 7   | Corinthians       | 50,0% | 39  | 26 | 13 | 13 | 9–5     | 4–8     | 2141 | 2052 | +89  | Classificados para as oitavas de final |
| 8   | Botafogo          | 50,0% | 39  | 26 | 13 | 13 | 6–5     | 7–8     | 2038 | 2098 | -60  | Classificados para as oitavas de final |
| 9   | Rio Claro         | 50,0% | 39  | 26 | 13 | 13 | 6–6     | 7–7     | 2195 | 2253 | -58  | Classificados para as oitavas de final |
| 10  | Unifacisa         | 48,1% | 40  | 27 | 13 | 14 | 10–5    | 3–9     | 2246 | 2187 | +59  | Classificados para as oitavas de final |
| 11  | Paulistano        | 44,0% | 36  | 25 | 11 | 14 | 5–8     | 6–6     | 2042 | 2077 | -35  | Classificados para as oitavas de final |
| 12  | Bauru             | 42,3% | 37  | 26 | 11 | 15 | 5–9     | 6–6     | 2084 | 2106 | -22  | Classificados para as oitavas de final |
| 13  | Universo/Brasília | 30,8% | 34  | 26 | 8  | 18 | 4–8     | 4–10    | 1975 | 2234 | -259 | Eliminados na Primeira Fase            |
| 14  | São José          | 25,9% | 34  | 27 | 7  | 20 | 3–10    | 4–10    | 2330 | 2486 | -156 | Eliminados na Primeira Fase            |
| 15  | Basquete Cearense | 19,2% | 31  | 26 | 5  | 21 | 3–10    | 2–11    | 1985 | 2107 | -122 | Eliminados na Primeira Fase            |
| 16  | Pato Basquete     | 16,0% | 29  | 25 | 4  | 21 | 3–9     | 1–12    | 1774 | 2005 | -231 | Eliminados na Primeira Fase            |

|                   | CEA       | BAU       | BOT    | COR       | FLA       | FRA       | MIN       | MOG       | PAU       | APB       | PIN       | RCB       | SJO       | SPO       | UNI/BRA   | UFC       |
| Basquete Cearense |           | 78–83     | 72–76  | 78–84     | 71–88     | 75–97     | 79–82     | 67–71     | 99–95     | 78–58     | 57–77     | 87–90     | 77–81     | Cancelado | Cancelado | 91–56     |
| Bauru             | 90–80     |           | 71–78  | 75–74     | 66–79     | 61–80     | 84–94     | 87–75     | 74–82     | Cancelado | 70–63     | 104–76    | 96–98     | 70–73     | 92–99     | 79–83     |
| Botafogo          | 86–72     | Cancelado |        | Cancelado | Cancelado | Cancelado | 84–86     | 69–79     | 70–84     | 85–79     | 88–86     | 92–72     | 93–75     | 78–85     | 76–81     | 84–78     |
| Corinthians       | 80–69     | 88–71     | 102–76 |           | 68–72     | 87–89     | 70–77     | 78–70     | 78–64     | 93–81     | 81–82     | 88–79     | 103–92    | 84–97     | 91–75     | Cancelado |
| Flamengo          | 78–71     | Cancelado | 81–72  | Cancelado |           | Cancelado | 91–95     | 74–75     | 78–75     | 76–59     | 93–82     | 91–78     | 103–83    | 95–102    | 83–77     | 94–77     |
| Franca            | 88–80     | 81–79     | 85–68  | 94–83     | 78–82     |           | 91–82     | 86–80     | 89–92     | Cancelado | 78–69     | Cancelado | 95–90     | 87–88     | 86–75     | 97–71     |
| Minas             | Cancelado | 87–68     | 84–85  | 83–82     | 85–93     | 89–97     |           | 87–71     | 66–71     | 86–76     | 57–64     | 104–71    | 124–119   | 85–87     | Cancelado | 90–60     |
| Mogi das Cruzes   | 78–73     | Cancelado | 89–61  | 85–79     | 69–74     | 83–82     | 91–84     |           | 83–94     | 73–64     | 73–69     | 81–83     | 85–78     | Cancelado | 96–94     | 93–84     |
| Paulistano        | 76–78     | 88–93     | 73–72  | Cancelado | 70–86     | 72–85     | 80–76     | 94–105    |           | 74–96     | Cancelado | 87–90     | 93–75     | 92–98     | 77–76     | 86–68     |
| Pato Basquete     | 84–72     | 76–79     | 69–75  | 68–80     | 71–86     | 47–82     | 62–80     | Cancelado | Cancelado |           | 67–81     | 80–78     | Cancelado | 86–106    | 71–61     | 73–76     |
| Pinheiros         | 83–70     | 76–68     | 92–98  | 81–78     | 70–75     | 87–96     | Cancelado | 110–106   | 76–81     | 87–83     |           | 80–86     | 83–92     | 78–88     | 83–82     | 106–71    |
| Rio Claro         | 86–79     | 74–92     | 89–90  | 73–82     | Cancelado | 98–84     | 89–90     | Cancelado | Cancelado | 77–57     | 76–81     |           | 92–78     | 94–90     | 90–80     | 75–86     |
| São José          | 83–104    | 80–108    | 81–87  | 70–85     | 97–102    | Cancelado | 93–109    | 97–89     | Cancelado | 81–71     | 84–89     | 87–95     |           | 97–99     | 91–71     | 92–94     |
| São Paulo         | 92–73     | 99–64     | 83–68  | 89–80     | Cancelado | 79–86     | 75–78     | 80–83     | 75–74     | 87–63     | Cancelado | 95–106    | 73–67     |           | 79–89     | 81–69     |
| Unifacisa         | 65–55     | 83–64     | 72–64  | 77–70     | 79–80     | 86–92     | 84–92     | 99–83     | 101–90    | 76–60     | 80–81     | 101–86    | 89–77     | 103–106   |           | 91–72     |
| Universo/Brasília | Cancelado | 62–96     | 78–63  | 85–73     | 81–86     | 72–81     | Cancelado | 70–86     | 90–78     | 76–73     | 79–86     | 87–92     | 77–92     | 73–96     | Cancelado |           |

|  | Oitavas de final (Melhor de 3) | Oitavas de final (Melhor de 3) | Oitavas de final (Melhor de 3) |  |  | Quartas de final (Melhor de 5) | Quartas de final (Melhor de 5) | Quartas de final (Melhor de 5) |  |  | Semifinal (Melhor de 5) | Semifinal (Melhor de 5) | Semifinal (Melhor de 5) |  |  | Final (Melhor de 5) | Final (Melhor de 5) | Final (Melhor de 5) |
|  |                                |                                |                                |  |  |                                |                                |                                |  |  |                         |                         |                         |  |  |                     |                     |                     |
|  |                                |                                |                                |  |  |                                |                                |                                |  |  |                         |                         |                         |  |  |                     |                     |                     |
|  |                                |                                |                                |  |  | 1                              | Flamengo                       |                                |  |  |                         |                         |                         |  |  |                     |                     |                     |
|  | 8                              | Botafogo                       |                                |  |  |                                |                                |                                |  |  |                         |                         |                         |  |  |                     |                     |                     |
|  | 9                              | Rio Claro                      |                                |  |  |                                |                                |                                |  |  |                         |                         |                         |  |  |                     |                     |                     |
|  |                                |                                |                                |  |  |                                |                                |                                |  |  |                         |                         |                         |  |  |                     |                     |                     |
|  |                                |                                |                                |  |  | 4                              | Minas                          |                                |  |  |                         |                         |                         |  |  |                     |                     |                     |
|  | 5                              | Mogi das Cruzes                |                                |  |  |                                | São Paulo                      |                                |  |  |                         |                         |                         |  |  |                     |                     |                     |
|  | 12                             | Bauru                          |                                |  |  |                                |                                |                                |  |  |                         |                         |                         |  |  |                     |                     |                     |
|  |                                |                                |                                |  |  |                                |                                |                                |  |  |                         |                         |                         |  |  |                     |                     |                     |
|  |                                |                                |                                |  |  | 2                              | Franca                         |                                |  |  |                         |                         |                         |  |  |                     |                     |                     |
|  | 7                              | Corinthians                    |                                |  |  |                                |                                |                                |  |  |                         |                         |                         |  |  |                     |                     |                     |
|  | 10                             | Unifacisa                      |                                |  |  |                                |                                |                                |  |  |                         |                         |                         |  |  |                     |                     |                     |
|  |                                |                                |                                |  |  |                                |                                | São Paulo                      |  |  |                         |                         |                         |  |  |                     |                     |                     |
|  |                                |                                |                                |  |  | 3                              | São Paulo                      |                                |  |  |                         |                         |                         |  |  |                     |                     |                     |
|  | 6                              | Pinheiros                      |                                |  |  |                                | São Paulo                      |                                |  |  |                         |                         |                         |  |  |                     |                     |                     |
|  | 11                             | Paulistano                     |                                |  |  |                                |                                |                                |  |  |                         |                         |                         |  |  |                     |                     |                     |

| Time 1          | Série     | Time 2     | 1º Jogo | 2º Jogo | 3º Jogo |
| --------------- | --------- | ---------- | ------- | ------- | ------- |
| Mogi das Cruzes | Cancelado | Bauru      | –       | –       | –       |
| Pinheiros       | Cancelado | Paulistano | –       | –       | –       |
| Corinthians     | Cancelado | Unifacisa  | –       | –       | –       |
| Botafogo        | Cancelado | Rio Claro  | –       | –       | –       |

| Time 1    | Série     | Time 2    | 1º Jogo | 2º Jogo | 3º Jogo | 4º Jogo | 5º Jogo |
| --------- | --------- | --------- | ------- | ------- | ------- | ------- | ------- |
| Flamengo  | Cancelado |           | –       | –       | –       | –       | –       |
| Franca    | Cancelado |           | –       | –       | –       | –       | –       |
| São Paulo | Cancelado | São Paulo | –       | –       | –       | –       | –       |
| Minas     | Cancelado | São Paulo | –       | –       | –       | –       | –       |

| Time 1 | Série     | Time 2 | 1º Jogo | 2º Jogo | 3º Jogo | 4º Jogo | 5º Jogo |
| ------ | --------- | ------ | ------- | ------- | ------- | ------- | ------- |
|        | Cancelado |        | –       | –       | –       | –       | –       |
|        | Cancelado |        | –       | –       | –       | –       | –       |

| Time 1 | Série     | Time 2 | 1º Jogo | 2º Jogo | 3º Jogo | 4º Jogo | 5º Jogo |
| ------ | --------- | ------ | ------- | ------- | ------- | ------- | ------- |
|        | Cancelado |        | –       | –       | –       | –       | –       |